# Роджерс, Тревор
Тревор Джейдэниел Роджерс (англ. Trevor J'Daniel Rogers, 13 ноября 1997, Карлсбад, Нью-Мексико) — американский бейсболист, питчер клуба Главной лиги бейсбола «Майами Марлинс».

## Биография
Тревор Роджерс родился 13 ноября 1997 года в Карлсбаде в Нью-Мексико. Там же он окончил школу, в составе бейсбольной команды которой в 2016 году выиграл чемпионат штата. Сезон 2017 года он завершил с одиннадцатью победами и показателем пропускаемости 0,33. После окончания школы Роджерс планировал принять предложение спортивной стипендии от Технологического университета Техаса, бейсбольная программа которого входила в число лидеров NCAA. В июне 2017 года на драфте Главной лиги бейсбола он был выбран клубом «Майами Марлинс» в первом раунде под общим тринадцатым номером.
После драфта Роджерс отказался от намерения продолжить карьеру в университетской команде и подписал контракт с «Марлинс», получив бонус в размере 3,4 млн долларов. Руководство клуба не стало форсировать начало профессиональной карьеры игрока в 2017 году. В фарм-системе команды Роджерс дебютировал в мае 2018 года в составе «Гринсборо Грассхопперс». В качестве стартового питчера команды он сыграл семнадцать матчей, одержав две победы при семи поражениях. Сезон 2019 года он начал в Лиге штата Флорида в составе «Джупитер Хаммерхедз». В семнадцати сыгранных матчах Роджерс сделал 122 страйкаута, заняв по этому показателю первое место в лиге. В августе его перевели в команду Южной лиги «Джэксонвилл Джамбо Шримп», где он сыграл ещё пять матчей с пропускаемостью 4,50 и 28 страйкаутами.
В 2020 году сезон младших лиг был отменён из-за пандемии COVID-19. В августе Роджерс дебютировал за «Марлинс» в Главной лиге бейсбола. Он сыграл в семи матчах регулярного чемпионата, одержав одну победу при двух поражениях с пропускаемостью 6,11. В плей-офф он вышел на поле в одном матче Дивизионной серии Национальной лиги против «Атланты».